# Actieradius
De actieradius of het bereik is de afstand die een voer- of vaartuig kan afleggen zonder tussentijds van buitenaf energie aan het voertuig toe te voegen. Voertuigen die hun energievoorraad meenemen, hebben een eindige actieradius doordat de hoeveelheid energie die ze mee kunnen nemen beperkt is.
Een benzineauto met een tankinhoud van 40 liter en een gemiddeld brandstofverbruik van 1 op 15 heeft bijvoorbeeld een actieradius van 600 kilometer. Een Boeing 747 heeft een vliegbereik van ongeveer 13.450 kilometer (afhankelijk van de versie). Dat betekent dat een 747 die afstand kan vliegen zonder bij te tanken. Een vliegtuig dat bijtankt in de lucht vergroot de afstand die het kan afleggen zonder te landen, maar niet zijn actieradius (volgens bovenstaande definitie van actieradius).
De actieradius van ballistische raketten is van grote militair-strategische betekenis, want de actieradius bepaalt welke landen aangevallen kunnen worden. De intercontinentale of langeafstandsraket heeft een bereik van meer dan 3500 km. Het maximale bereik ligt tussen de 8000 en 12.000 km. Deze raketten kunnen kernkoppen vervoeren.

## Elektrische auto's
De actieradius van een volledig elektrische auto wordt hoofdzakelijk bepaald door de capaciteit (kWh) van de accu, de rijstijl en -snelheid en het weer (vooral de buitentemperatuur, windkracht en -richting). De actieradius wordt in de Europese Unie berekend met de New European Driving Cycle-test. Deze test simuleert het rijgedrag volgens een vast rittenpatroon. Hierbij wordt het energieverbruik gemeten, waarbij alle comfortverhogende zaken zoals verwarming en airconditioning uitgeschakeld zijn. Het gemiddelde elektricteitsverbruik tijdens de test, afgezet tegen de capaciteit van de accu, levert het maximale bereik. Deze test weerspiegelt niet het daadwerkelijke rijgedrag, waardoor de actieradius in de praktijk altijd lager uitvalt. De opvolger van de test, de Worldwide harmonized Light vehicles Test Procedure, zou dit moeten ondervangen.
In 2017 is de elektrische auto met de grootste actieradius de Tesla Model S 100D met 515 kilometer. Rijden met hoge snelheid (≥ 120 km/u), met tegenwind en met vorst kan de actieradius halveren.
Bij plug-inhybrides is er sprake van twee bereiken: een volledig elektrisch bereik en een hybride bereik. Bij een hybride-elektrische auto of een elektrische auto met range extender wordt de actieradius vergroot door een verbrandingsmotor. De Amerikaanse autofabrikant General Motors heeft in 2011 een elektrische wagen met range extender op de markt gebracht: de Chevrolet Volt, met een elektrische actieradius van zo'n 60 kilometer en een totale actieradius van 640 kilometer. Hierbij wordt de accu zodra dat nodig is bijgeladen met behulp van een benzinemotor.
Waterstofauto's hebben een ingebouwde generator die werkt op waterstof, die in een tank in de auto meegenomen wordt. Een waterstofauto heeft doorgaans een grotere actieradius dan een volledig elektrische auto. Voorbeelden zijn de Toyota Mirai (actieradius 502 km), de Honda Clarity Fuel Cell (actieradius 589 km) en de Hyundai ix35 Fuel Cell (actieradius 600 km).
De beperkte actieradius van volledig elektrische auto's is niet meer zo'n groot probleem als de accu ook tijdens het rijden opgeladen kan worden. Dat is bijvoorbeeld mogelijk via inductie op speciaal daarvoor aangepaste weggedeelten. De auto kan rijdend laden zonder te stoppen. Volgens de definitie wordt de actieradius echter niet vergroot omdat er uit externe bron energie wordt toegevoegd.
In 2025 is het mogelijk in bijvoorbeeld Europa en de Verenigde Staten om accu's te verwisselen. Dit duurt ongeveer 90 seconden. Het vergroot de afstand die op een dag afgelegd kan worden, maar volgens de definitie wordt de actieradius niet vergroot. Er wordt immers een nieuwe volle accu ingezet.

## Andere betekenis
Met actieradius kan ook het gebied bedoeld worden waarbinnen iets of iemand actief is, zonder daarbij noodzakelijkerwijs naar de engere betekenis te verwijzen. Een bromfiets heeft bijvoorbeeld een actieradius van 20 à 30 km. Een bromfiets kán wel verder rijden, maar de meeste bromfietsers kiezen voor grotere afstanden voor een ander vervoermiddel.
Een kind dat alleen buiten speelt zal niet te ver van huis gaan. Een kind van zeven jaar kan een actieradius hebben van een kilometer, dat is dus de maximale afstand die hij van huis gaat. Een drukke weg kan de actieradius verder beperken. Naarmate het kind ouder wordt, wordt de actieradius groter.
In het Engels wordt een onderscheid gemaakt tussen actieradius (Radius of action) en bereik (range). Range komt overeen met de Nederlandse betekenis van bereik. Radius of action is een term voor de afstand waarbinnen een (militair) voertuig zoals een vliegtuig of schip veilig kan opereren vanuit één basis. In deze context is de actieradius afhankelijk van de hoogte en de snelheid. Meestal is de radius of action ongeveer een derde van het bereik, waarbij een derde van de tank gereserveerd is voor gevechtsactiviteiten. In vertalingen zorgt het verschil tussen het Engels en het Nederlands soms tot inconsistenties.